# George Townshend (7e marquis Townshend)
George John Patrick Dominic Townshend, 7e marquis Townshend (13 mai 1916 - 23 avril 2010) est un homme politique, homme d'affaires et pair britannique.

## Biographie

### Vie privée
Il est le fils unique de John Townshend (6e marquis Townshend), et de Gwladys Ethel Gwendolen Eugenie Sutherst. 
Il fait ses études à Harrow School, où il contracte un cas presque mortel de septicémie causée par une blessure au cricket. 
Il est titré vicomte Raynham entre 1916 à 1921.

### Vie publique
En 1936, il rejoint la Norfolk Yeomanry, passant plus tard aux Scots Guards et servant pendant la Seconde Guerre mondiale. Il est président d'Anglia Television de 1958 à 1986. Ayant détenu ses titres depuis la mort de son père en 1921, le 2 mars 2009, Lord Townshend obtient le record de la pairie plus longue ayant passé le record précédent de 87 ans, 104 jours, détenue par Charles St Clair, 13e lord Sinclair (né le 30 juillet 1768, pair le 16 décembre 1775, décédé le 30 mars 1863). Townshend est un franc-maçon actif. De 1951 à 1961, il est lieutenant adjoint de Norfolk.
En tant que pair héréditaire, Lord Townshend a le droit de siéger et de voter à la Chambre des lords jusqu'en 1999. Il prend son siège en 1937, à sa majorité. Townshend siège en tant que conservateur, assistant aux débats de manière irrégulière jusqu'à l'adoption de la House of Lords Act 1999.

## Famille
Lord Townshend épouse Elizabeth Pamela Audrey Luby (décédée en 1989), fille de Thomas Luby, le 2 septembre 1939. Ils ont trois enfants:
- Carolyn Elizabeth Ann Townshend (née le 27 septembre 1940); elle épouse Antonio Capellini le 13 octobre 1962 et ils divorcent en 1971. Ils ont un fils. Elle se remarie avec Edgar Bronfman en janvier 1973.
- Joanna Agnes Townshend (née le 19 août 1943); elle épouse Jeremy Bradford, fils du commandant George Bradford, le 27 septembre 1962 et ils divorcent en 1968. Ils ont un fils. Elle se remarie avec James Morrisey en 1978 et ils divorcent en 1984. Elle se remarie à Christian Boegnor en 1991.
- Charles Townshend, 8e marquis Townshend (né le 26 septembre 1945); il épouse Hermione Ponsonby le 9 octobre 1975. Ils ont deux enfants. Il se remarie avec Alison Combs le 6 décembre 1990.

Après que lui et sa première épouse aient divorcé en 1960, Lord Townshend se remarie avec Ann Frances Darlow (décédée en 1988), fille d'Arthur Pellow Darlow, le 22 décembre 1960. Ils ont deux enfants.
- John Townshend (né le 17 juin 1962); il épouse Rachel Chapple en 1987 et ils divorcent en 1991. Il se remarie avec Helen Burt Chin en 1999. Ils ont une fille.
- Katherine Townshend (née le 29 septembre 1963); elle épouse Piers W. Dent en avril 1991 et divorce. Ils ont deux enfants. Elle se remarie avec Guy Bayley en 2001. Ils ont deux enfants.

Lord Townshend épouse, en troisièmes noces, en 2004, Philippa Sophia Swire (née le 28 avril 1935), ancienne épouse de Humphrey Roger Swire (1934–2004) et fille de George Jardine Kidston-Montgomerie de Southannan. Elle est la mère du député conservateur Hugo Swire et de Sophia Swire.
Lord Townshend est décédé à l'âge de 93 ans le 23 avril (St George's Day) 2010, après avoir occupé sa pairie pendant 89 ans.

## Distinctions

### Décorations britanniques
- 1939-45 Star (1945)
- Atlantic Star (mai 1945)
- France and Germany Star (1945)
- Defence Medal 1939-45 (16 août 1945)
- War Medal 1939-1945 (16 août 1945)
- Médaille du jubilé d'argent de George V (6 mai 1935)
- Médaille du couronnement du roi George VI (12 mai 1937)
- Médaille du couronnement d'Élisabeth II (2 juin 1953)
- Médaille du jubilé d'argent d'Élisabeth II (6 février 1977)
- Médaille du jubilé d'or d'Élisabeth II (6 février 2002)